# Gristrynsbrochis
Gristrynsbrochis, även kallad långfenad brochis (Brochis multiradiatus), är en fiskart som först beskrevs av Orcés V. 1960. Arten ingår som enda art i släktet Brochis, i familjen pansarmalar. Vuxna exemplar blir maximalt 6,7 cm långa. Inga underarter finns listade.

## Utbredningsområde
Gristrynsbrochis förekommer i de västra delarna av Amazonflodens avrinningsområde i Ecuador och Peru.